# Anoplodesmus elongissimus
Anoplodesmus elongissimus är en mångfotingart som först beskrevs av Sergei I. Golovatch 1984.  Anoplodesmus elongissimus ingår i släktet Anoplodesmus och familjen orangeridubbelfotingar. Inga underarter finns listade i Catalogue of Life.